# Jeff VanderMeer
 Jeff VanderMeer (Bellefonte, Pennsylvania, 1968. július 7. –) amerikai szerző, akinek munkássága a sci-fi és fantasy műfajok alá sorolható, a New Weird zsánert gazdagítja.

## Élete
Jeff VanderMeer Pennsylvaniában született, de gyerekkorát a Fidzsi-szigeteken töltötte, mert a szülei a Békehadtestben dolgoztak. 2003-ban elvette Ann Kennedyt. Jelenleg Tallahassee-ben (Florida) élnek.

## Munkássága
A szerző, feleségével együtt, a New Weird műfaj képviselője, mely alzsánerben olyan alkotók tevékenykednek, mint China Miéville. Két World Fantasy díjat nyert, és számos egyéb díjra jelölt író.

## Könyvei
- Dradin, In Love, 1996
- The Hoegbotton Guide to the Early History of Ambergris, by Duncan Shriek, 1999
- Veniss Underground, 2003
- Shriek: An Afterword, 2006
- Predator: South China Sea, 2008
- Finch, 2009
- Annihilation, 2014
- Authority, 2014
- Acceptance, 2014
- Borne, 2017
- Dead Astronauts, 2019

## Magyarul
- A vadászok szigete; ford. Habony Gábor; Szeged, Szukits, 2012
- Expedíció. Déli Végek-trilógia 1.; ford. Török Krisztina; Agave Könyvek, Bp., 2014
- Kontroll. Déli Végek-trilógia 2.; ford. Falvay Dóra; Agave Könyvek, Bp., 2014
- Fantomfény. Déli Végek-trilógia 3.; ford. Bottka Sándor Mátyás; Agave Könyvek, Bp., 2014
- Borne; ford. Farkas Veronika; Agave Könyvek, Bp., 2017
- Kolibri szalamandra; ford. Kleinheincz Csilla; Agave Könyvek, Bp., 2022

## Fordítás
- Ez a szócikk részben vagy egészben  a   Jeff VanderMeer című angol Wikipédia-szócikk fordításán alapul.  Az eredeti cikk szerkesztőit annak laptörténete sorolja fel. Ez a jelzés csupán a megfogalmazás eredetét és a szerzői jogokat jelzi, nem szolgál a cikkben szereplő információk forrásmegjelöléseként.